# 307

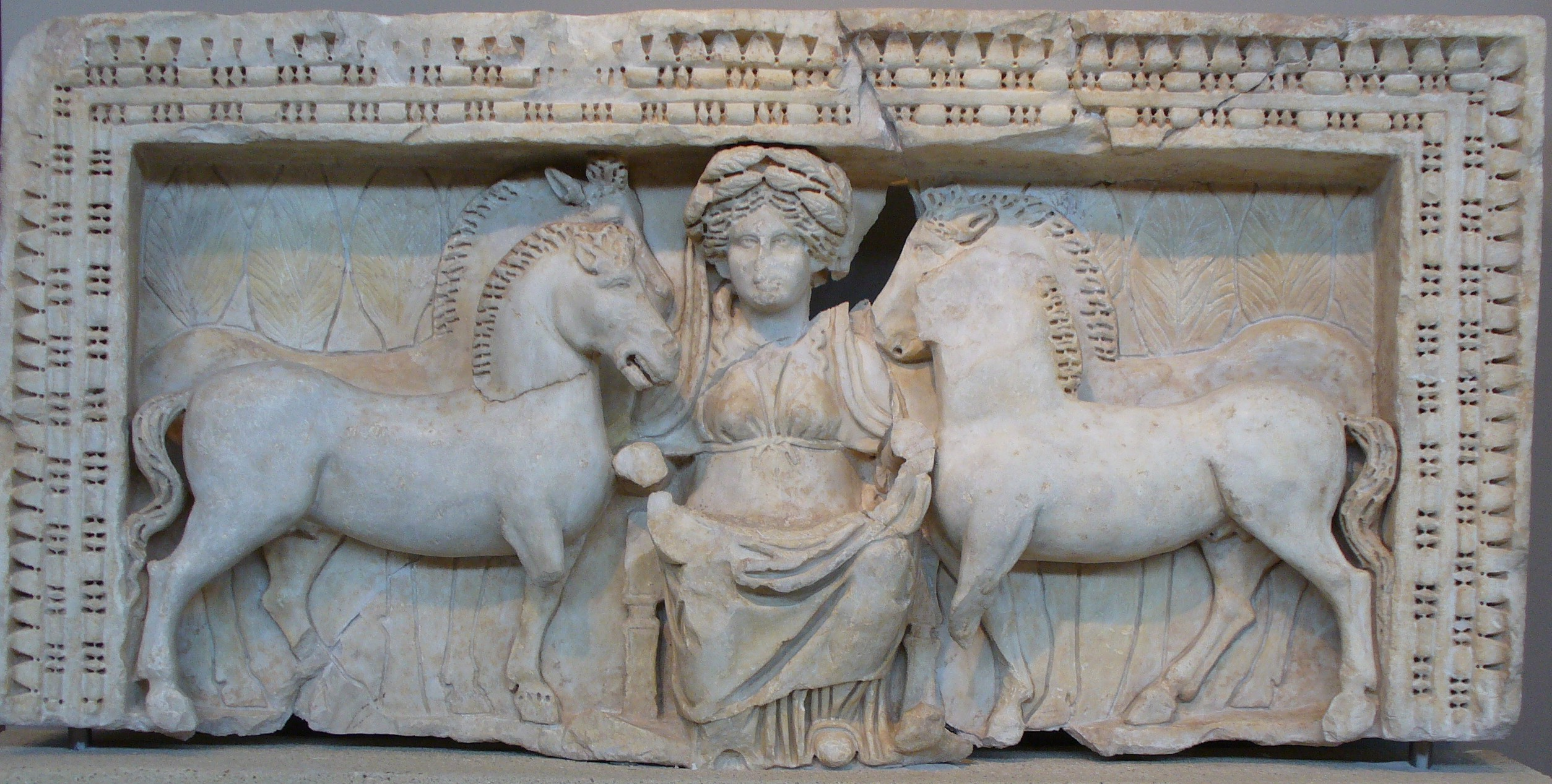
Reliëf van de Gallische godin Epona, geflankeerd door twee paarden uit Macedonië

Het jaar 307 is het 7e jaar in de 4e eeuw volgens de christelijke jaartelling.

## Gebeurtenissen

### Europa
- 31 maart - Constantijn de Grote treedt in het huwelijk met de 18-jarige Flavia Maxima Fausta, dochter van de gepensioneerde medekeizer Maximianus.
- Constantijn I vestigt zijn residentie in Augusta Treverorum (huidige Trier) en laat de stad herbouwen met keizerlijke allure, waaronder het Caldarium.
- Constantijn I verslaat de Bructeren aan de Rijngrens en laat de gevangengenomen stamhoofden in de arena van Trier voor de wilde beesten werpen.

### Klein-Azië
- 14 mei - Bonifatius van Tarsus sterft tijdens de christenvervolgingen de marteldood.

### Italië
- april - De troepen van Flavius Severus lopen over naar Maxentius.
- 16 september - Severus II wordt tijdens de belegering van Ravenna door Maxentius gevangengenomen en in Rome geëxecuteerd.
- Keizer Galerius valt om de dood van Severus te wreken tevergeefs Noord-Italië binnen en moet zich terugtrekken naar Pannonië.

## Overleden
- 14 mei - Bonifatius van Tarsus, heilige en martelaar
- Catharina van Alexandrië, martelares
- Narcissus van Gerona, heilige (waarschijnlijke datum)
- 16 september - Severus II, keizer van het Romeinse Rijk
- Thea van Alexandrië, heilige en martelares